# Cinetodus carinatus
Cinetodus carinatus és una espècie de peix de la família dels àrids i de l'ordre dels siluriformes.

## Morfologia
- Els mascles poden assolir 40 cm de longitud total.[6][7]

## Alimentació
Menja insectes aquàtics i terrestres (incloent-hi llurs larves), gambes i detritus.

## Hàbitat
És un peix d'aigua dolça i de clima tropical.

## Distribució geogràfica
Es troba als rius Fly i Lorentz (Nova Guinea).